# Departamento de Mayo-Sava
Mayo-Sava es un departamento de la región del Extremo Norte de Camerún. En noviembre de 2005 tenía una población censada de 348 890 habitantes.
Está formado por los siguientes municipios:
- Kolofata 77,857
- Mora 179,777
- Tokombéré 91,256